# 418
| 418                |
| ------------------ |
| Dødsfald - Fødsler |
|                    |

| Gregoriansk kalender | 418 CDXVIII             |
| Ab urbe condita      | 1171                    |
| Armensk kalender     | I/T                     |
| Kinesiske kalender   | 3114 – 3115 丁巳 – 戊午 |
| Etiopisk kalender    | 410 – 411               |
| Jødisk kalender      | 4178 – 4179             |
| Hindukalendere       |                         |
| - Vikram Samvat      | 473 – 474               |
| - Shaka Samvat       | 340 – 341               |
| - Kali Yuga          | 3519 – 3520             |
| Iransk kalender      | 204 BP – 203 BP         |
| Islamisk kalender    | 210 BH – 209 BH         |

Se også 418 (tal)

## Begivenheder
- Årets romerske consuler var de to kejsere, Honorius i vest og Theodosius 2. i øst.
- Visigoterne blev kaldt tilbage fra Spanien, hvor de kæmpede på romernes vegne mod alaner, sveber og vandaler. I stedet fik de tilladelse til at bosætte sig i Garonne-dalen i Sydfrankrig, med Tolosa (Toulouse) som hovedstad.
- Efter kong Wallias død valgte visigoterne Theoderik 1. som ny konge.
- Efter pave Zosimus død blev der kåret to konkurrerende paver. Eulalius tabte magtkampen, og Bonifacius blev den retmæssige pave.

## Dødsfald
- Wallia, visigoternes konge 415-418. Tilsyneladende død af naturlige årsager.
- 26. december, pave Zosimus.